# Bevezető rész (Eureka)
A Pilot a bevezető része az amerikai sci-fi, dráma sorozatnak, az Eurekának. Egy részként vetítették, azonban ez egy dupla rész. A részt Peter O'Fallon rendezte. 2006. július 18-án mutatták be az amerikai Sci-Fi Channelen.

## Történet
|  | Alább a cselekmény részletei következnek! |

Miközben egy szökevényt (saját lányát, Zoét) szállította vissza Los Angelesbe Jack Carter rendőrbíró, autóját összetöri az Eureka nevű kisváros közelében. Ez a város számtalan zseniális elmének ad otthont, akik a következő nagy tudományos áttöréseken dolgoznak. Azonban az egyik kísérlet balul üt ki. Walter, aki egyike a legkiválóbb elméknek a városban, létrehoz egy tachyon gyorsítót. Első kipróbálása alatt nem működött megfelelően. Miközben javította, a gép megölte alkotóját. Ezt követően számos időhurok jött létre. Bár a város tele van zsenikkel, mégis az egyetlen ember, aki képes megoldani, az Jack. Egy autista kisfiú segítségével megfejtik a Walter által létrehozott képlet egyik eltűnt részét. Mivel a helyi seriff megsérült az incidens során, ezért Jacket előléptetik, hogy a helyébe lépjen.

## Nézettség
A sorozat bemutató (pilot) epizódját 4,4 millió ember nézte, ezzel a 14 éve működő Sci-fi Channel eddigi legnézettebb sorozatává nőtte ki magát.